# Calotes
Calotes é um gênero de lagartos do clado Draconinae da família Agamidae. O gênero contém 29 espécies. Algumas espécies são conhecidas como lagartos da floresta, outras como "sugadores de sangue" devido às suas cabeças vermelhas, e outras ainda (nomeadamente Calotes versicolor) como lagartos de jardim. O nome do gênero Calotes é derivado da palavra grega Καλότης (Kalótës), que significa "beleza", referindo-se ao belo padrão deste gênero.

## Distribuição geográfica
Espécies do gênero Calotes são nativas do sul da Ásia, sul da China, sudeste da Ásia continental e a ilha Amboíno. Além disso, Calotes versicolor foi introduzido na Flórida (Estados Unidos), Bornéu, Celebes (Indonésia), Seychelles, Maurício e Omã. A maior riqueza de espécies do gênero é encontrada nos Gates Ocidentais, nordeste da Índia, Mianmar, Bangladesh e Sri Lanka.

## Descrição
Calotes se distingue de gêneros relacionados por ter escamas dorsais de tamanho uniforme, não possuir uma dobra de pele que se estenda entre a bochecha e o ombro e por ter membros proporcionalmente mais fortes que Pseudocalotes. Em comparação com Bronchocela, os Calotes têm cauda e membros proporcionalmente mais curtos. Calotes como o conhecemos hoje foi classificado por Moody (1980), antes do qual todos os gêneros acima mencionados foram incluídos neste gênero.

## Taxonomia

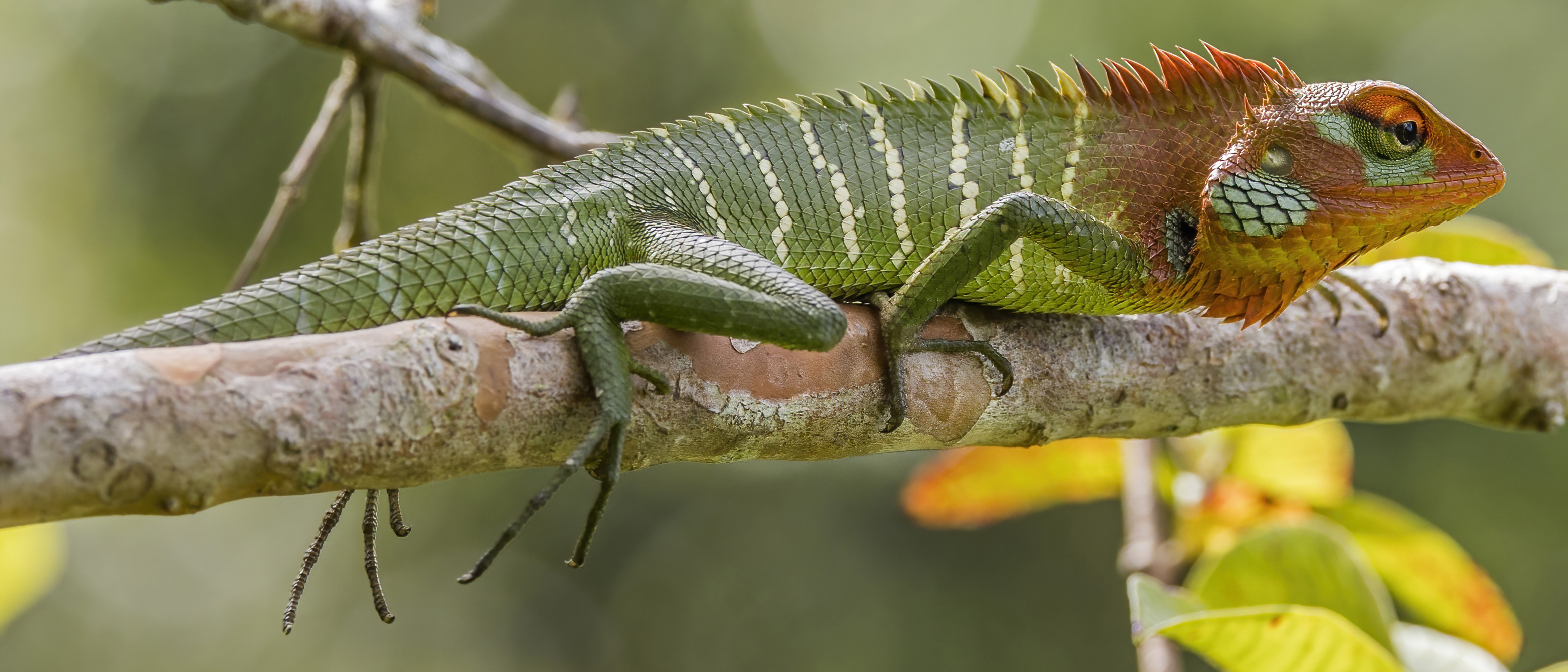
Macho de Calotes calotes

O gênero Calotes ainda é um grupo heterogêneo que pode ser dividido nos grupos Calotes versicolor e Calotes liocephalus. O primeiro ocorre na maior parte do sul da Ásia e mais a leste. Todas as espécies deste grupo têm suas escamas dorsais e laterais direcionadas para cima. Este último é restrito ao sul dos Gates Ocidentais e Sri Lanka. Todas as espécies deste grupo têm suas escamas direcionadas para trás, para cima e para baixo, ou somente para baixo. Ainda precisa ser estudado se uma divisão adicional é necessária ou se os grupos constituem subgêneros de um monofilético de Calotes.

## Espécies
Listados em ordem alfabética por nome específico.
- Calotes bachae Hartmann et al., 2013[6]
- Calotes bhutanensis Biswas, 1975
- Calotes calotes (Linnaeus, 1758)
- Calotes ceylonensis (F. Müller, 1887)
- Calotes chincollium Vindum, 2003
- Calotes desilvai Bahir & Maduwage, 2005
- Calotes emma Gray, 1845

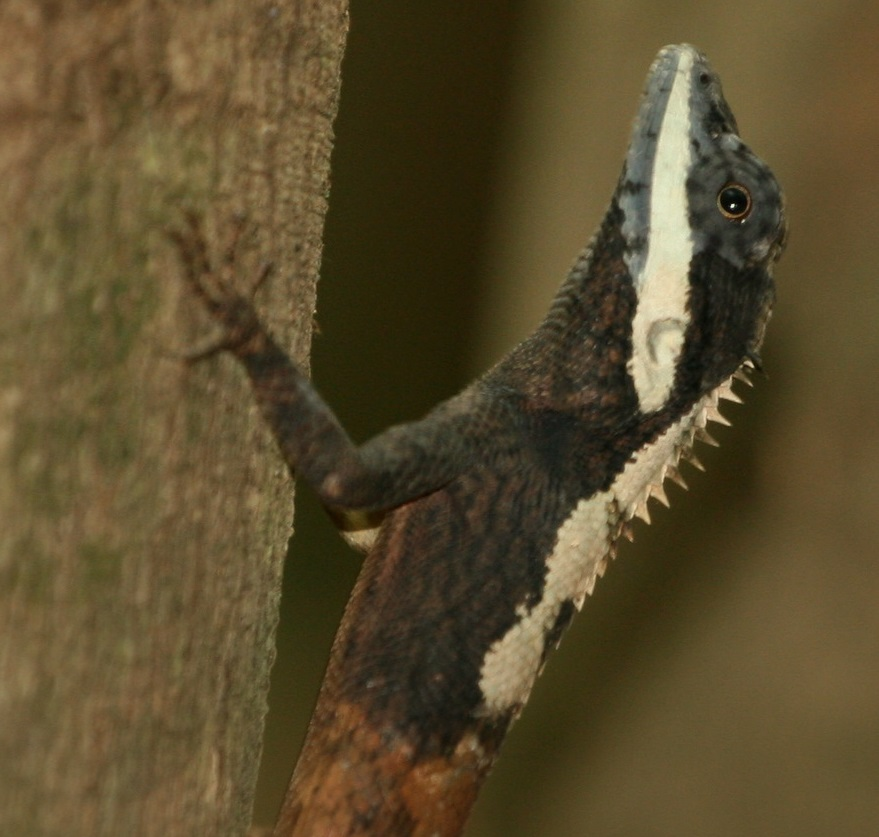
Calotes ceylonensis

  - Calotes emma alticristatus K.P. Schmidt, 1925
  - Calotes emma emma Gray, 1845
- Calotes farooqi Auffenberg & Rehman, 1995

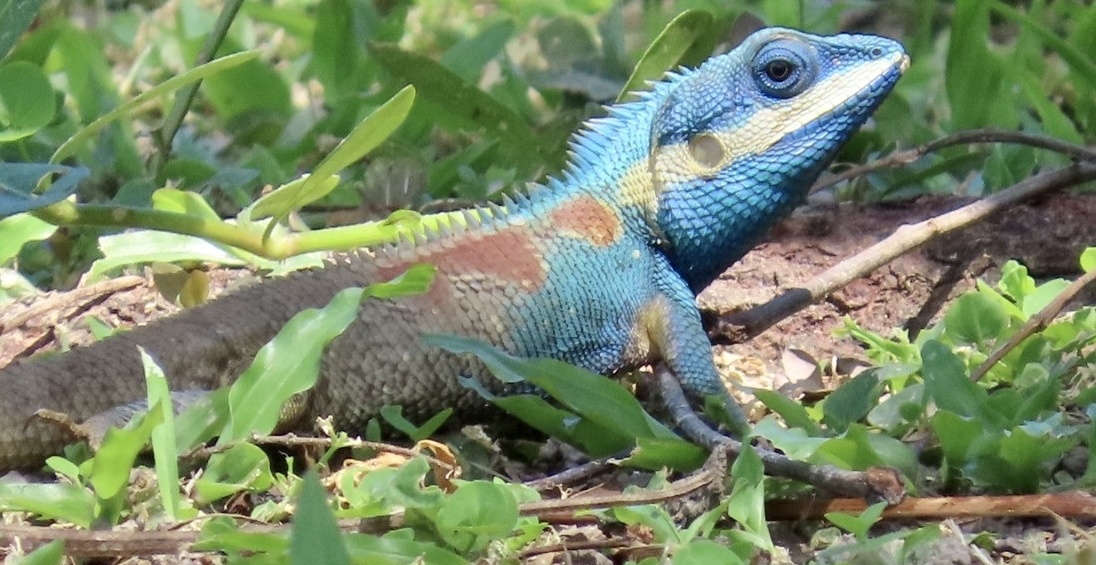
Calotes mystaceus

- Calotes geissleri Wagner, Ihlow, Hartmann, Flecks, Schmitz & Böhme, 2021
- Calotes goetzi Wagner, Ihlow, Hartmann, Flecks, Schmitz & Böhme, 2021
- Calotes grandisquamis Günther, 1864
- Calotes htunwini Zug & Vindum, 2006
- Calotes irawadi Zug, Brown, Schulte & Vindum, 2006

- Calotes jerdoni Günther, 1870
- Calotes liocephalus Günther, 1872
- Calotes liolepis (Boulenger, 1885)
- Calotes manamendrai (Amarasinghe & Karunarathna, 2014)
- Calotes maria Gray, 1845
- Calotes medogensis (Zhao & S.-Q. Li, 1984)
- Calotes minor (Hardwicke & Gray, 1827)
- Calotes mystaceus (A.M.C. Duméril & Bibron, 1837)
- Calotes nemoricola Jerdon, 1853

- Calotes nigrilabris (W. Peters, 1860)
- Calotes nigriplicatus Hallermann, 2000
- Calotes paulus (M.A. Smith, 1935)

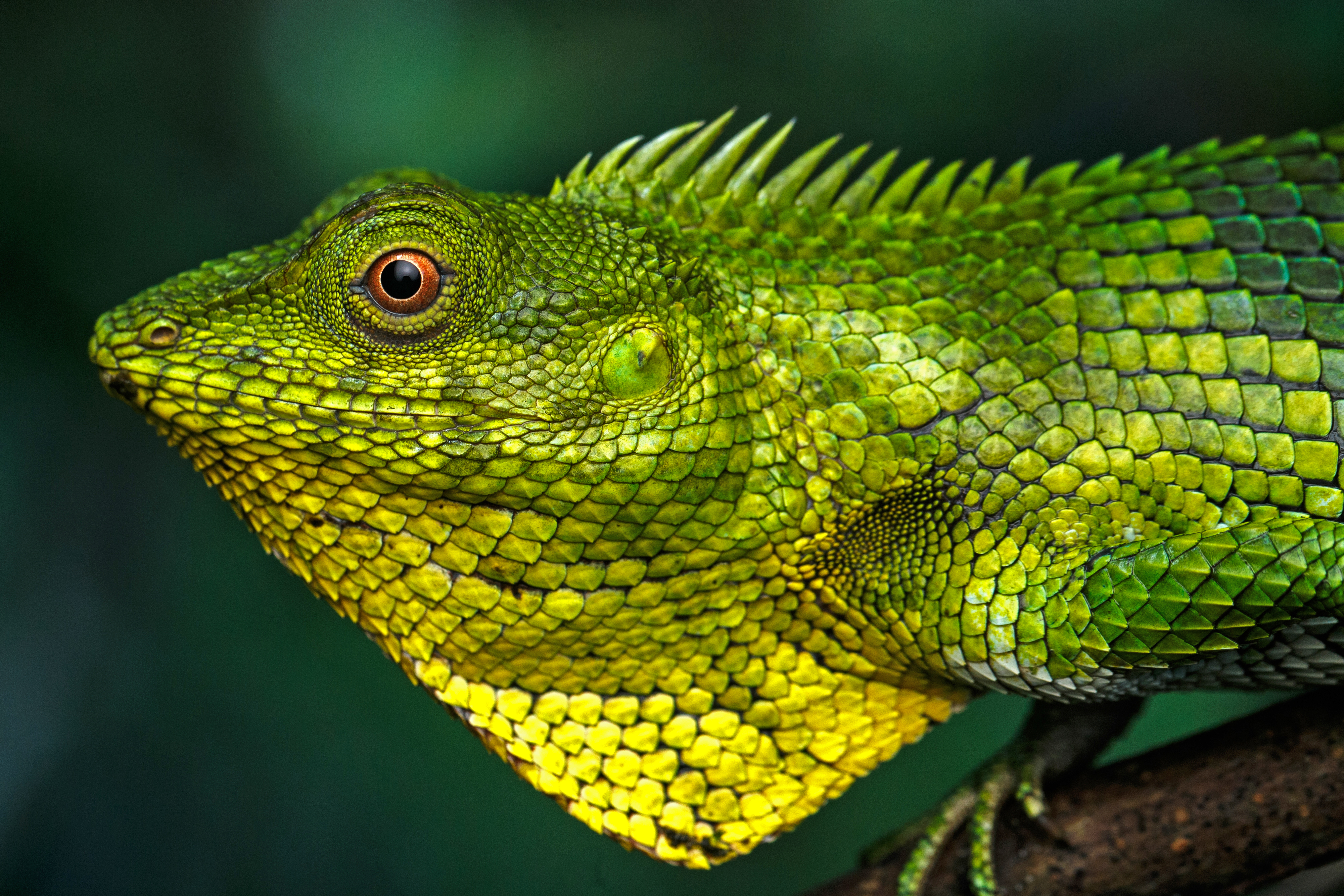
Calotes nemoricola

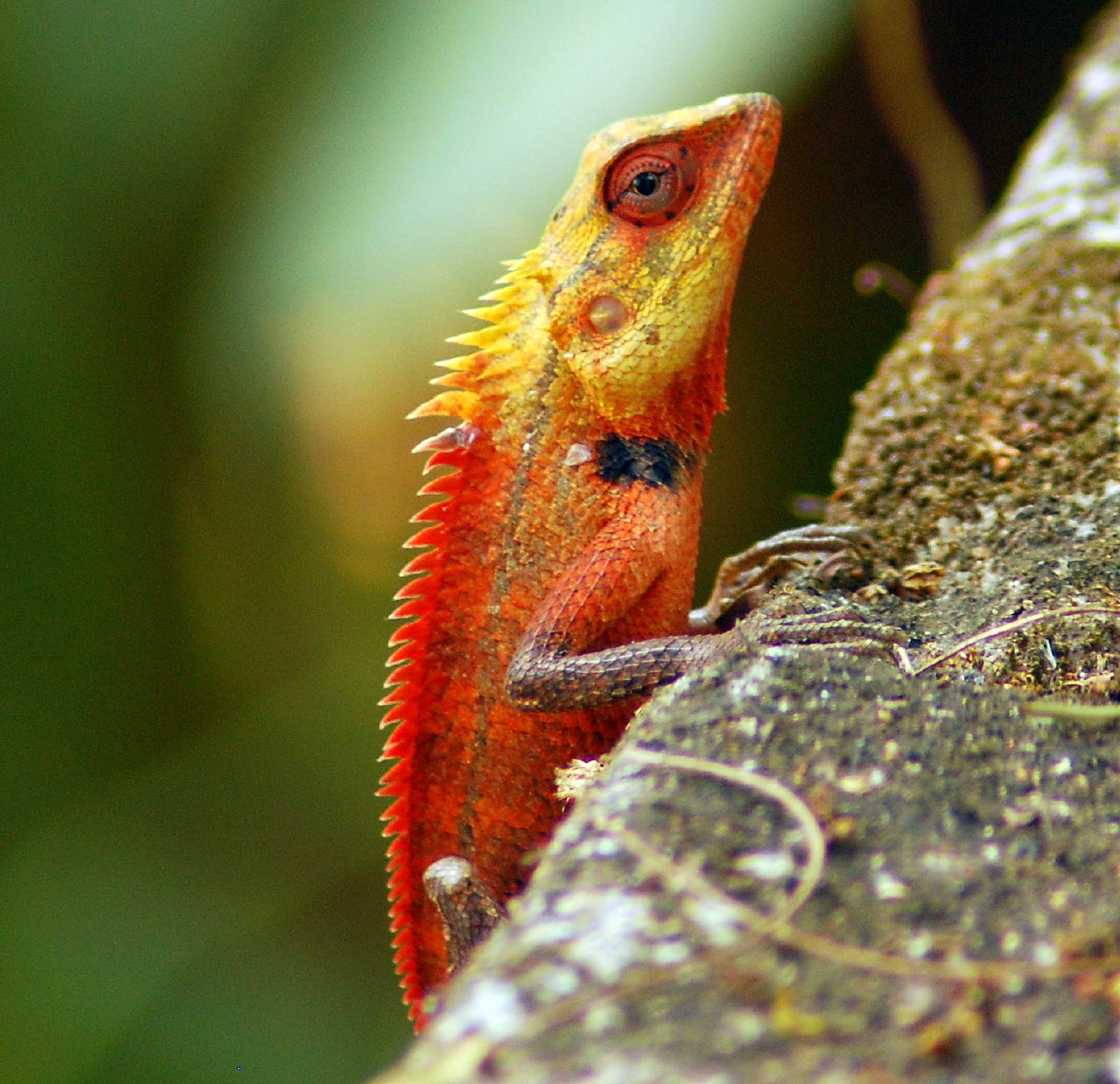
Macho de Calotes versicolor

- Calotes pethiyagodai (Amarasinghe, Karunarathna & Hallermann, 2014)
- Calotes sinyik Patel et al. 2024[7]
- Calotes versicolor (Daudin, 1802)
- Calotes vindumbarbatus Wagner, Ihlow, Hartmann, Flecks, Schmitz & Böhme, 2021
- Calotes wangi Huang, H.-Y. Li, Wang, M.-J. Li, Hou & Cai, 2024
- Calotes zolaiking Giri, Chaitanya, Mahony, Lalrounga, Lalrinchhana, A. Das, Sarkar, Karanth & Deepak, 2019

Duas espécies anteriormente tratadas como membros do gênero Calotes foram separadas em um novo gênero, Monilesaurus, em 2018.
- Monilesaurus ellioti Günther, 1864
- Monilesaurus rouxii A.M.C. Duméril & Bibron, 1837

Nota bene: Uma autoridade binomial entre parênteses ou uma autoridade trinomial entre parênteses indica que a espécie ou subespécie foi originalmente descrita em um gênero diferente de Calotes.

## Galeria

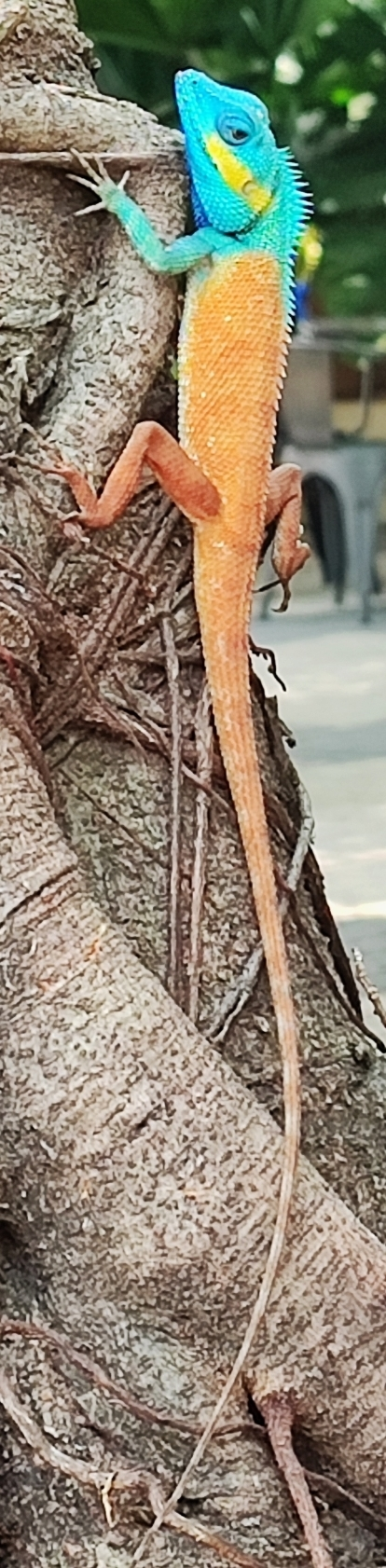
Calotes bachae
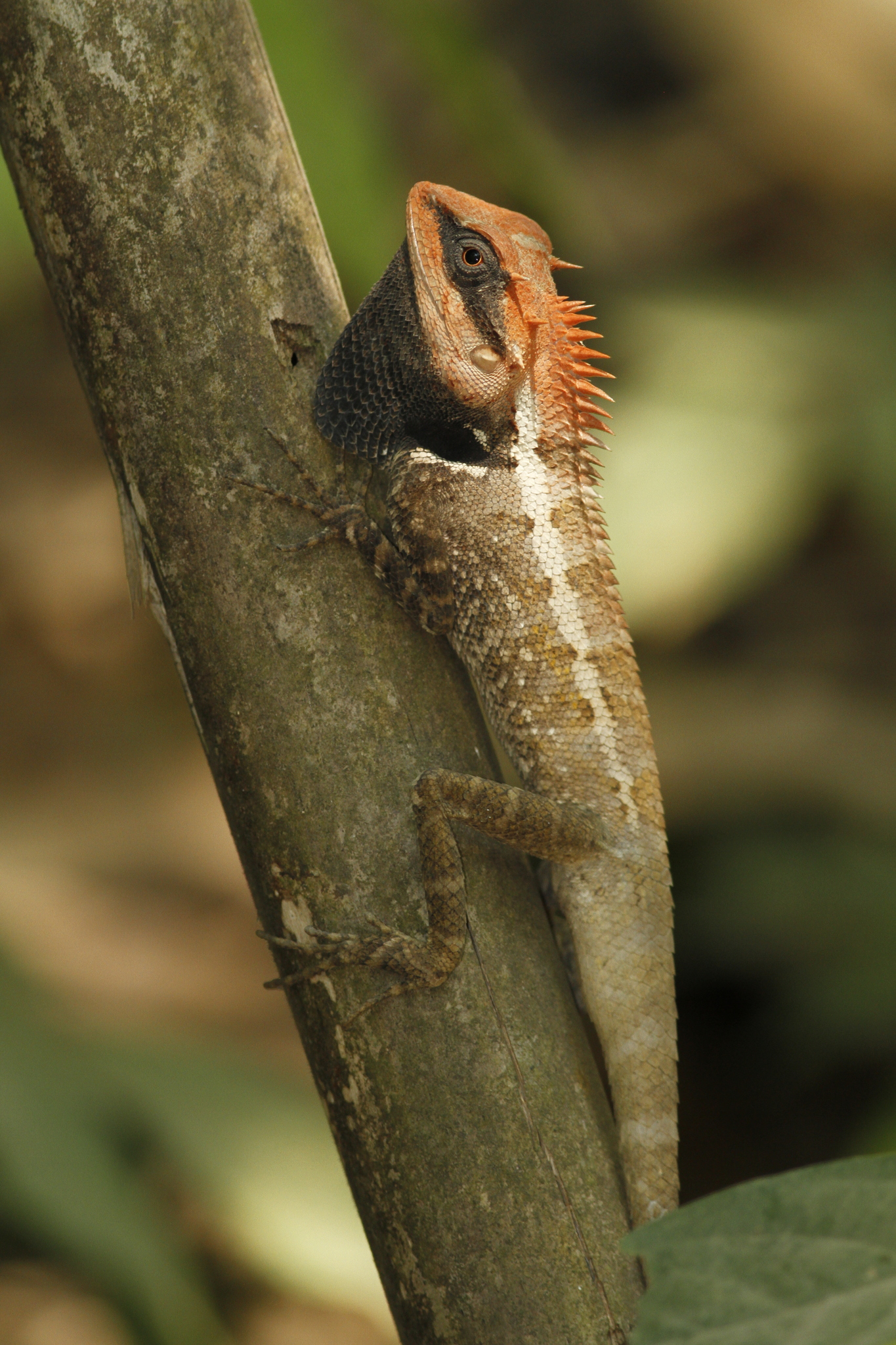
Calotes emma
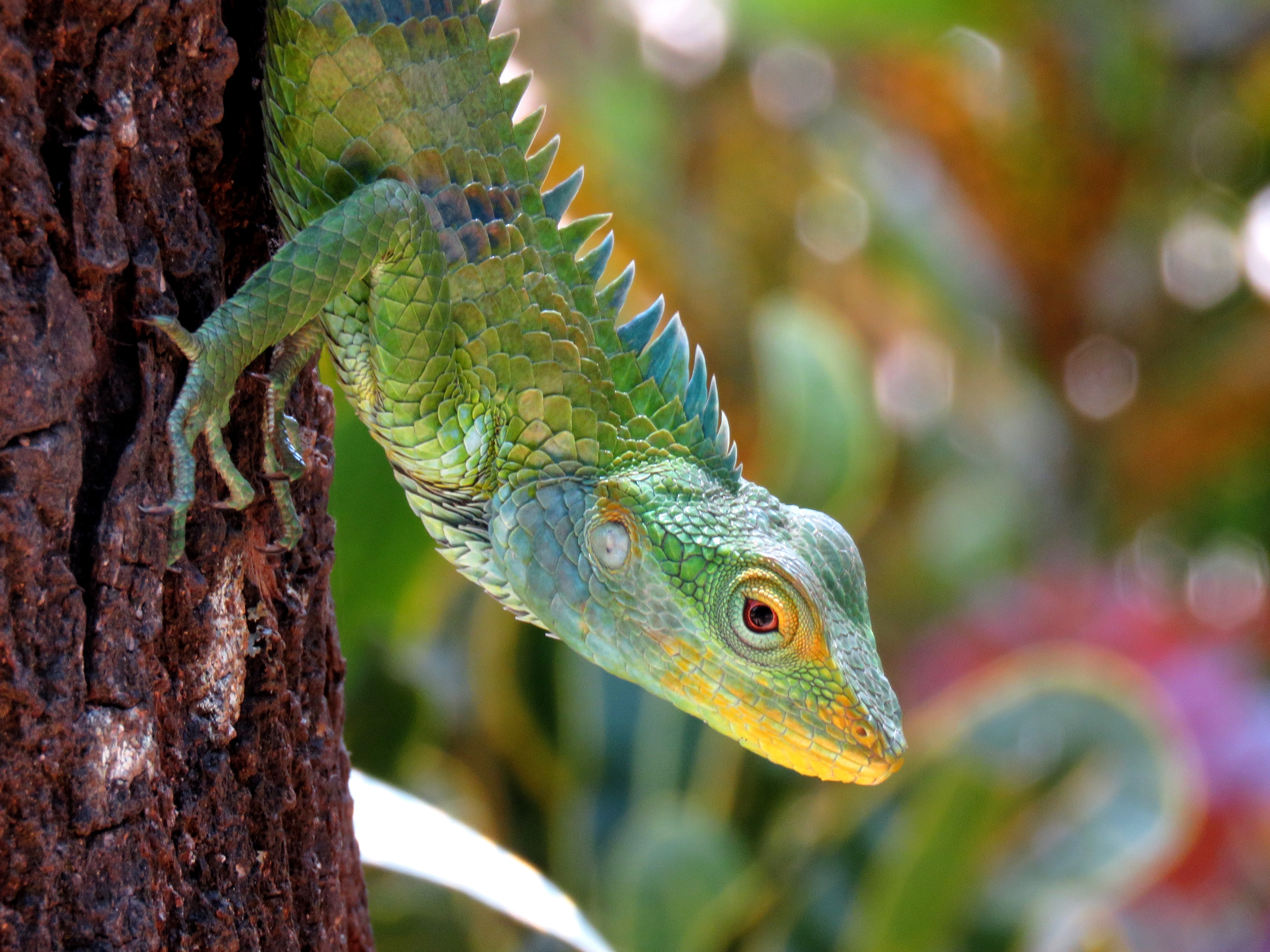
Calotes grandisquamis
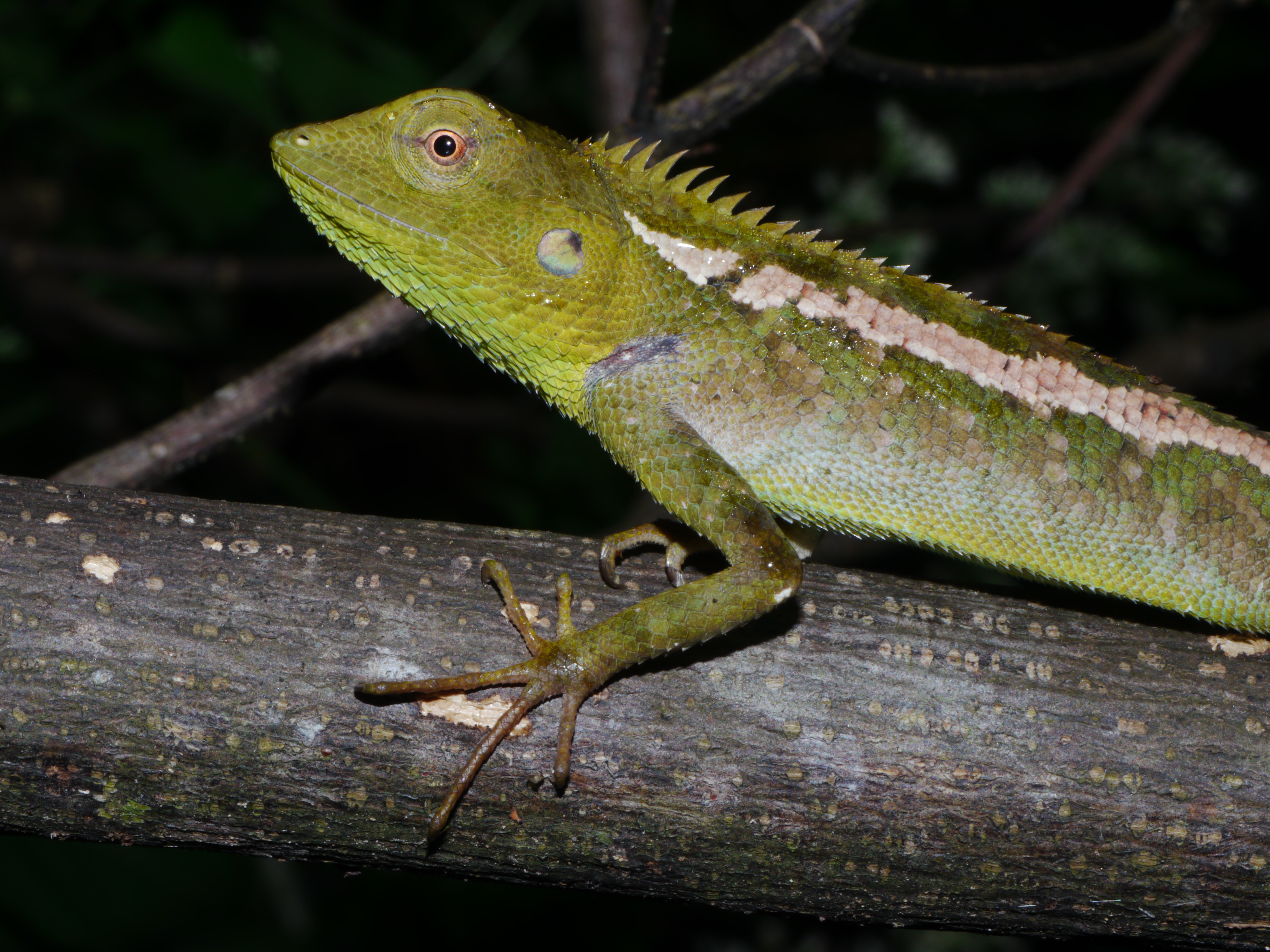
Calotes jerdoni
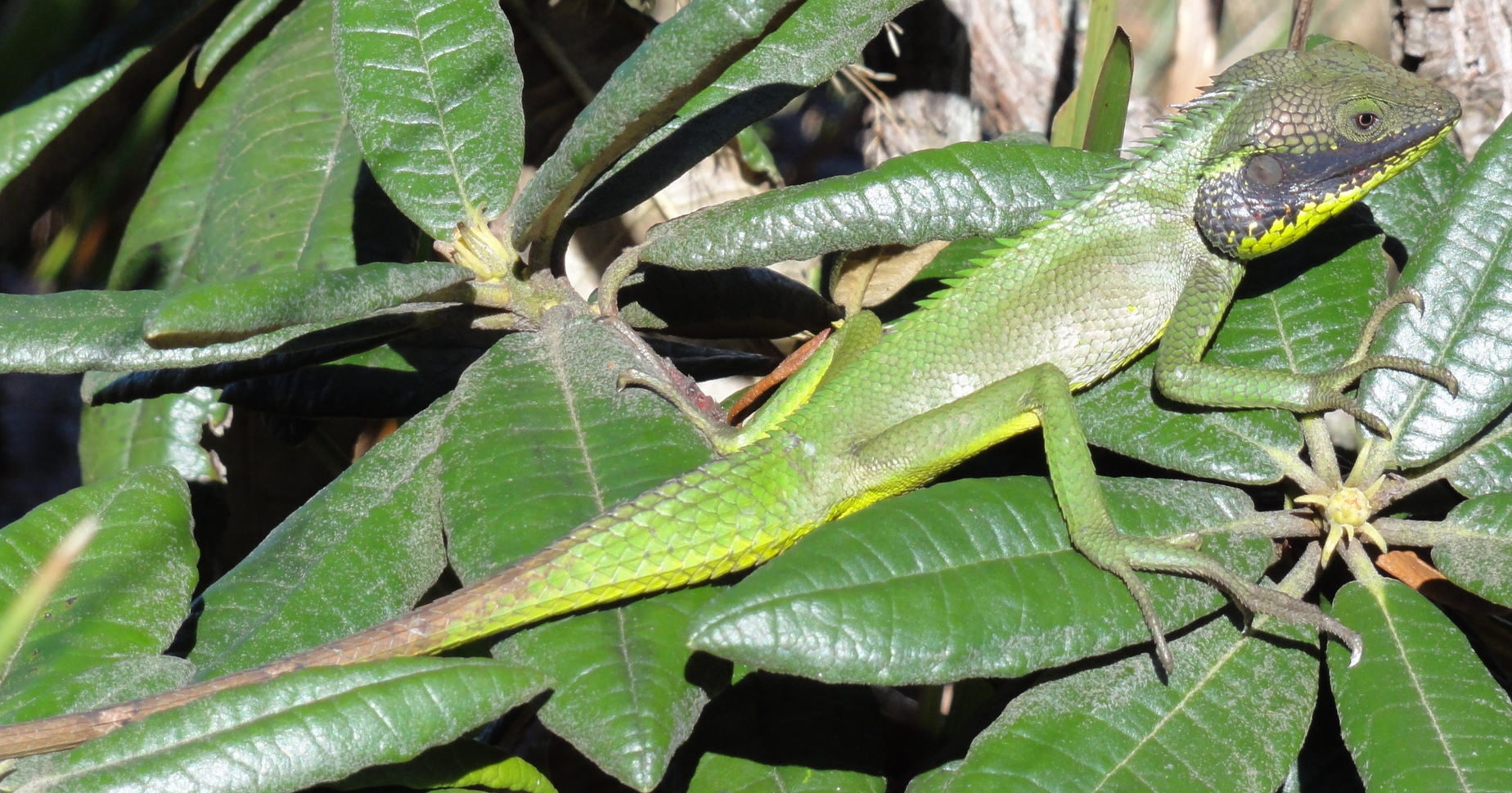
Calotes nigrilabris
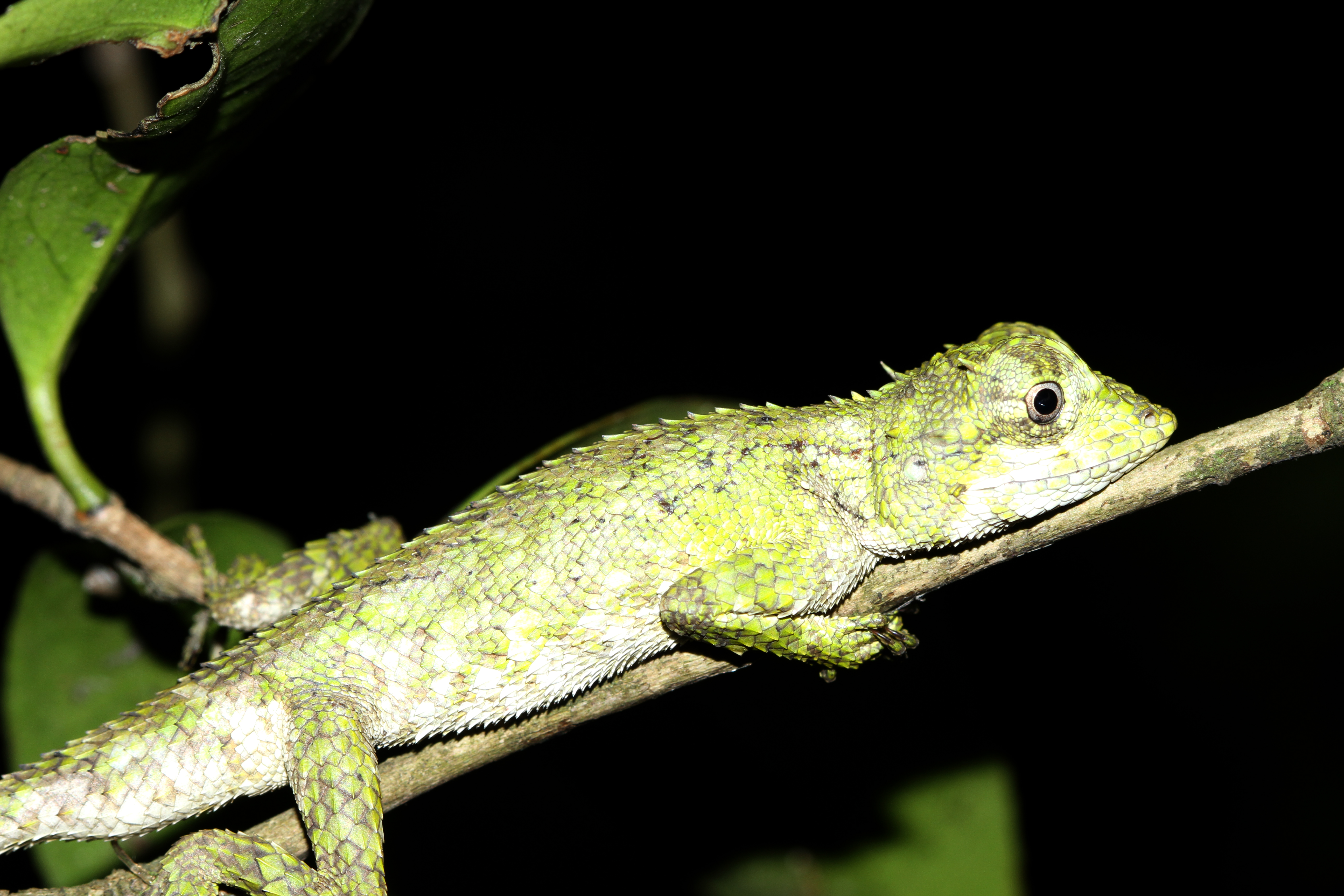
Small forest lizard
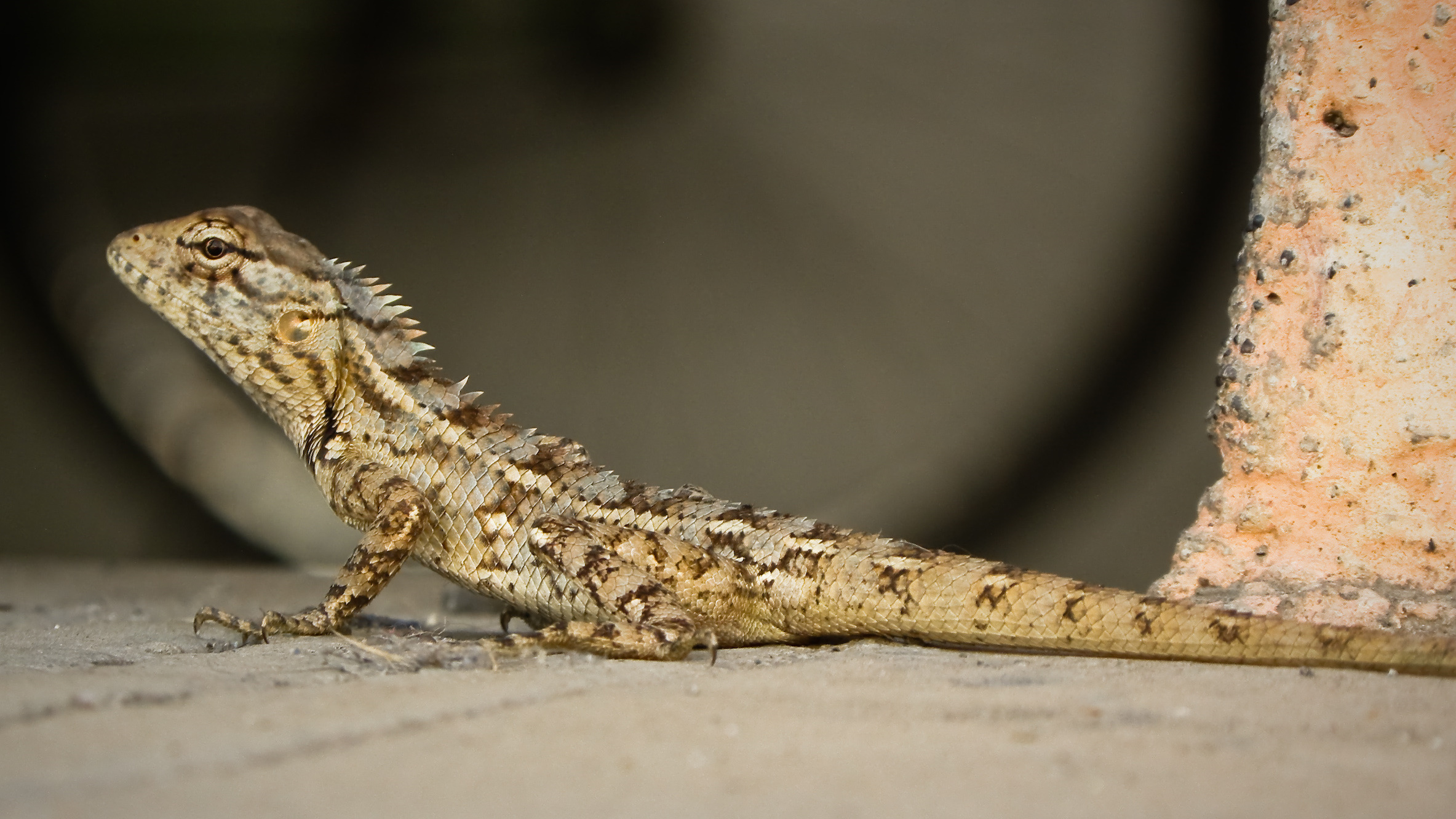
Fêmea de Calotes